# اسمنخ‌کارع
اِسمِنخ‌کارع (معنا: روان رع نیرومند است) (پادشاهی:۱۳۳۴-۱۳۳۳ (پیش از میلاد))فرعون مصر باستان و جانشین اخناتون بود. او تنها یک سال به تنهایی فرمانروا بود و پس از آن توت‌انخ‌آمون به جانشینی‌اش رسید.
در ۱۹۰۷ تئودور دیویس و آرتور وایگال پیکر مومیایی‌شده‌ای را در دره پادشاهان یافتند که گمان برده می‌شود از آن اسمنخ‌کارع باشد.